# Chemikalienschutzhandschuh

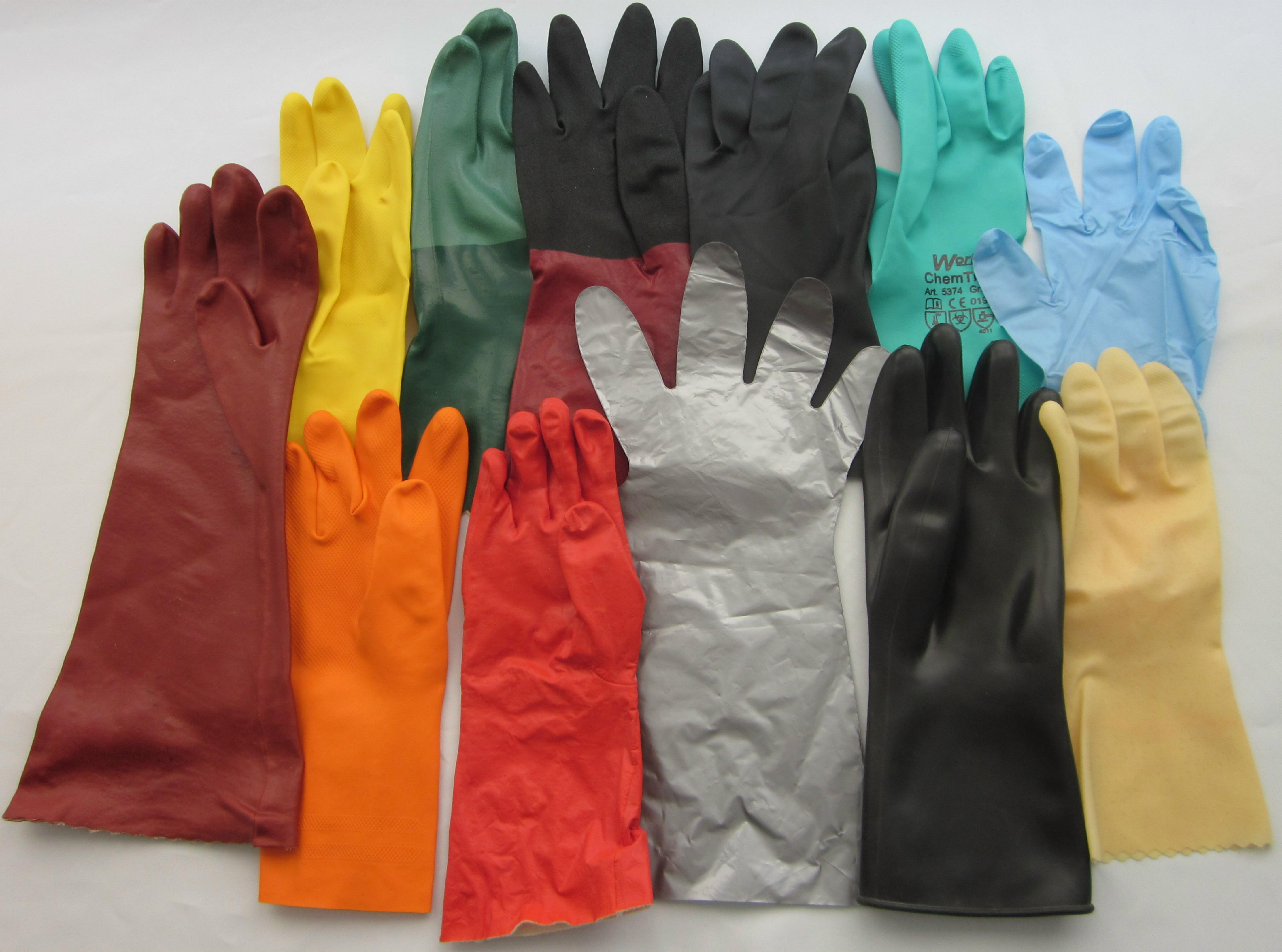
Chemikalienschutzhandschuhe von links oben (mit gelb beginnend) im Uhrzeigersinn: Latex, Chloropren, Nitril, Neopren, Nitril, Nitril, Latex, Butyl, Laminat, PVA, Latex, PVC

Chemikalienschutzhandschuhe sollen den Anwender vor dem direkten Hautkontakt mit Gefahrstoffen schützen und sind als persönliche Schutzausrüstung in die höchste Kategorie III (zum Schutz vor irreversiblen Schäden) eingeordnet (vgl. 89/686/EWG). Dadurch bedingt unterliegen sie strengeren Prüfkriterien als bspw. mechanische Schutzhandschuhe. Neben den mechanischen Eigenschaften, die ein Chemikalienschutzhandschuh erfüllen muss, steht die Auswahl des richtigen Handschuhmaterials an erster Stelle.

## Auswahl des richtigen Handschuhmaterials
Jede Chemikalie verhält sich gegenüber einem Schutzhandschuh anders. Der Hersteller einer Chemikalie ist verpflichtet, dem Anwender ein Sicherheitsdatenblatt zur Verfügung zu stellen. Unter Punkt 8 in einem solchen Dokument muss er geeignete Schutzausrüstung aufführen.
Sollte sich dort nur der allgemeine Hinweis „geeignete Schutzhandschuhe verwenden“ befinden, helfen Lieferanten und Hersteller für persönliche Schutzausrüstung oder aber Prüflabore bei der Materialauswahl.

## Materialien und Ausführungen
Die Anzahl der verwendeten Materialien zur Herstellung eines Chemikalienschutzhandschuhs ist überschaubar (in Klammern werden die traditionell verwendeten Farben aufgezeigt):
- Nitril (grün, blau)
- Latex / Naturlatex (gelb, orange, rot, weiß)
- Chloropren / umgangssprachlich „Neopren“ (schwarz, dunkelgrün)
- Polyvinylchlorid / PVC (braun, grün)
- Butyl (schwarz)
- Fluorelastomer / umgangssprachlich „Viton“ (schwarz)
- Laminat / EVOH-PE-Laminat „Silvershield“ (Silber)[2]
- Polyvinylalkohol / PVA (rot)

In einigen wenigen Fällen werden Materialmixe aus den oben genannten Materialien verwendet (bspw. Butyl-Viton oder Nitril-Neopren). Dabei kann ein Handschuh innen entweder unbeschichtet, baumwollbeflockt („velourisiert“) oder mit einem kompletten Strickhandschuh (aus Baumwolle oder einem synthetischen Material) ausgerüstet sein.
Unbeschichtete Handschuhe bieten am meisten Tastgefühl, ein Innenvelours erleichtert das An-/Ausziehen und nimmt bedingt Schweiß auf, ein komplettes Innentrikot sorgt für eine mechanische bessere Belastbarkeit, der Schweißaufnahme und der Wärmeisolation.
So genannte Einmalhandschuhe können auch – wenn sie die Anforderungen der Zertifizierung nach den Europäischen Normen EN 420, EN 388 und EN 374 erfüllen – als Chemikalienschutzhandschuhe bezeichnet und als solche eingesetzt werden.

## Notwendige Zertifizierungen
Schutzhandschuhe der PSA-Kategorie III müssen gemäß der EU-Verordnung 2016/425 herstellerseitig folgende drei Leistungsdokumentationen aufweisen. Diese muss der Hersteller eines Chemikalienschutzhandschuhs auf Nachfrage vorzeigen können:
1. Die EU-Konformitätserklärung. Auf dieser erklärt der Hersteller zusammenfassend die Leistungsmerkmale seines Produktes und bestätigt, dass der Handschuh den geltenden europäischen Richtlinien entspricht.
2. Die Baumusterprüfbescheinigung. Mit dieser bestätigt ein unabhängiges akkreditiertes Prüfinstitut die Leistungsmerkmale des Handschuhs. Es werden die Europäischen Normen EN 420 (Grundanforderungen an einen Schutzhandschuh), EN 388 (mechanische Leistungsmerkmale) und EN 374 (chemische Leistungsmerkmale) abgeprüft.
3. Eine maximal ein Jahr alte Bestätigung eines akkreditierten unabhängigen Prüfinstitutes, dass der Handschuh nach wie vor seinen ursprünglichen Eigenschaften entspricht. Hier kann der Hersteller des Handschuhs entweder 1 mal pro Jahr eine Stichprobenprüfung durchführen lassen (vgl. 89/686/EWG Artikel 11A[1]) oder ein eigenes Qualitätssicherungssystem einführen, welches jährlich überprüft wird (vgl. 89/686/EWG Artikel 11B[1]).

Erst durch diese drei Dokumente ist ein Handschuh im rechtlichen Sinne als Chemikalienschutzhandschuh anerkannt, was im Falle eines Betriebsunfalls von Relevanz sein kann.

## Kennzeichnung
Persönliche Schutzausrüstung (PSA), zu der Schutzhandschuhe zählen, werden nach der Verordnung (EU) 2016/425 (PSA-Verordnung) in die Kategorien I, II und III eingeteilt. Chemikalienschutzhandschuhe sind ausnahmslos der Kategorie III (komplexe PSA, die gegen tödliche Gefahren oder ernste und irreversible Gesundheitsschäden wirken soll) zugeordnet und erfordern daher eine EU-Baumusterprüfung mit anschließender regelmäßiger Überwachung. Neben der CE-Kennzeichnung ist als vierstellige Ziffer die Nummer der notifizierten Stelle anzugeben, die für die jährliche Produktüberwachung bzw. Überwachung des Qualitätssicherungssystems zuständig ist.
Grundsätzlich zu unterscheiden ist zwischen Schutzhandschuhen gegen Penetration mit der Kennzeichnung „Becherglas“ nach EN ISO 374-2 (für geringere Gefahren) und eigentlichen Chemikalienschutzhandschuhen gegen Permeation nach EN ISO 374-1 mit der Kennzeichnung „Erlenmeyerkolben“. EN ISO 374-1 gilt in Verbindung mit der Grundnorm EN 420 (allgemeine Anforderungen). Diese soll später durch EN ISO 21420 ersetzt werden.

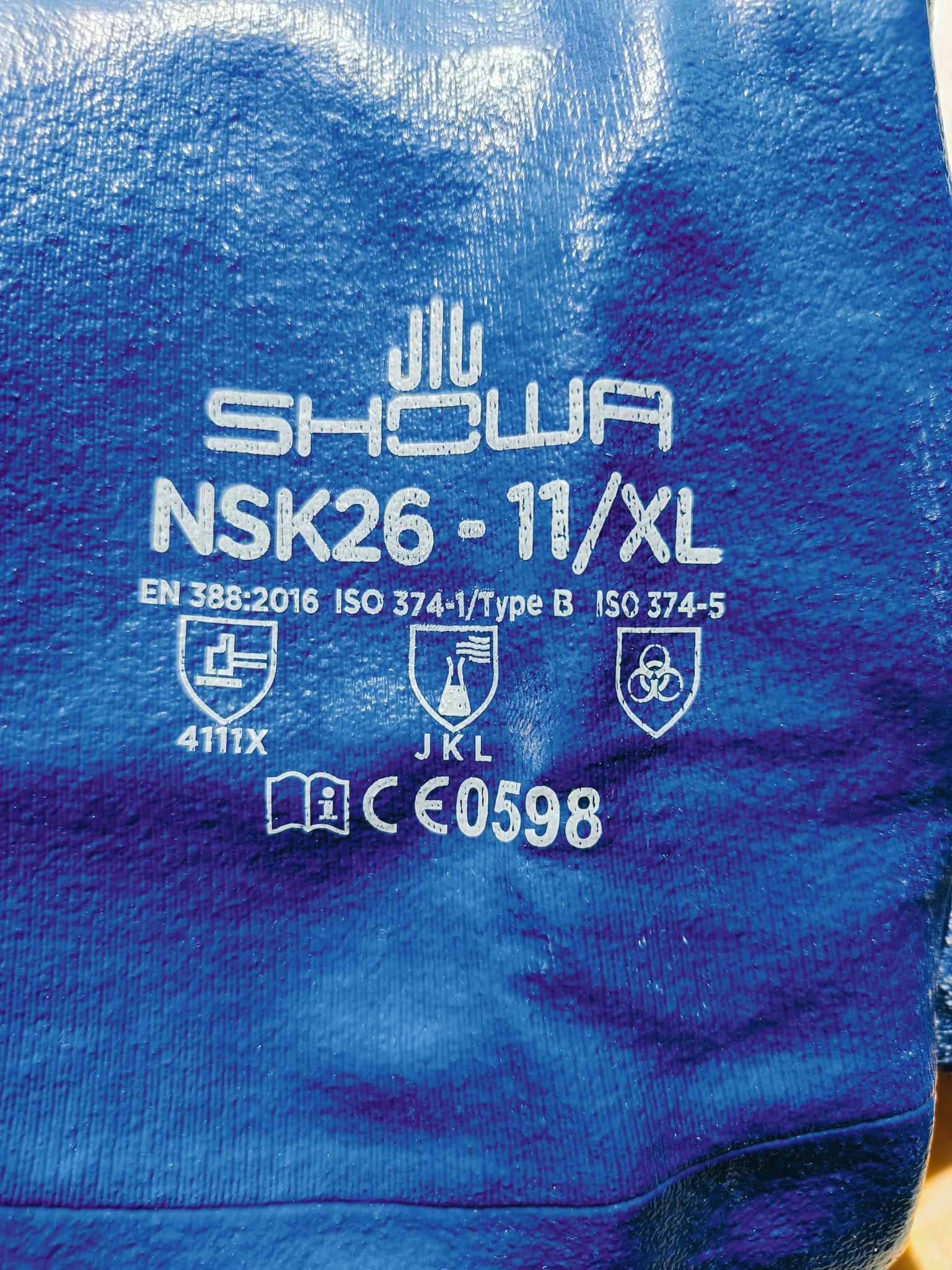
EN 374-1 Piktogramm „Erlenmeyerkolben“ (Mitte) für einen Chemikalienschutzhandschuh Typ B, nachgewiesene Beständigkeit gegen n-Heptan (J), Natriumhydroxid, 40 % (K) und Schwefelsäure, 96% (L)

Anforderungen an Schutzhandschuhe gegen Mikroorganismen sind in EN ISO 374-5 festgelegt. Sie gilt ebenfalls in Verbindung mit EN 420.
Chemikalienschutzhandschuhe werden gegen 18 Referenzchemikalien (s. u.) getestet und können, abhängig von der Durchbruchszeit, verschiedene Leistungsstufen erreichen. Abhängig vom Ergebnis unterscheidet man drei Typen:
- Typ A:     mindestens Leistungsstufe 2 gegen mindestens sechs Prüfchemikalien aus der Liste von 18 Chemikalien.
- Typ B:     mindestens Leistungsstufe 2 gegen mindestens drei Prüfchemikalien aus der Liste aus der Liste von 18 Chemikalien.
- Typ C:     mindestens Leistungsstufe 1 gegen mindestens eine Prüfchemikalien aus der Liste von 18 Chemikalien.

Neben den sonstigen erforderlichen Kennzeichnungen für Persönliche Schutzausrüstung (siehe dort) sind bei Chemikalienschutzhandschuhen die Leistungsstufen auf dem Handschuh durch das Piktogramm Erlenmeyerkolben in Kombination mit der Typenbezeichnung zu kennzeichnen. Unter dem Erlenmeyer-Piktogramm geben Kennbuchstaben (s. u.) an, gegen welche Chemikalien der Handschuh geprüft ist.
| Kennbuchstabe | Prüfchemikalie           | Substanzklasse                        |
| ------------- | ------------------------ | ------------------------------------- |
| A             | Methanol                 | Primärer Alkohol                      |
| B             | Aceton                   | Keton                                 |
| C             | Acetonitril              | Nitril                                |
| D             | Dichlormethan            | Chlorierter Kohlenwasserstoff         |
| E             | Kohlenstoffdisulfid      | Schwefelhaltige organische Verbindung |
| F             | Toluol                   | Aromatischer Kohlenwasserstoff        |
| G             | Diethylamin              | Amin                                  |
| H             | Tetrahydrofuran          | Heterozyklische/Etherverbindungen     |
| I             | Ethylacetat              | Ester                                 |
| J             | n-Heptan                 | Aliphatischer Kohlenwasserstoff       |
| K             | Natriumhydroxid, 40 %    | Anorganische Base                     |
| L             | Schwefelsäure, 96 %      | Anorganische Säure, oxidierend        |
| M             | Salpetersäure, 65 %      | Anorganische Säure, oxidierend        |
| N             | Essigsäure, 99 %         | Organische Säure                      |
| O             | Ammoniaklösung, 25 %     | Organische Base                       |
| P             | Wasserstoffperoxid, 30 % | Peroxid                               |

Das zusätzliche Andrucken des so genannten GS-Zeichens ist nicht erlaubt. Dadurch soll vermieden werden, dass das CE-Zeichen als Europäisches Qualitätsmerkmal in Frage gestellt wird (vgl. ProdSG, Abschnitt 5 GS-Zeichen, § 20 Zuerkennung des GS-Zeichens).